# Antonio Giménez Raso
Antonio Giménez Raso és un exagent de la Policia Nacional espanyola conegut per la seva col·laboració amb l'excomissari José Manuel Villarejo. Després de la seva implicació en una causa de narcotràfic, va abandonar el cos policial i va començar a treballar amb Villarejo, convertint-se en la seva mà dreta a Catalunya.
Durant la seva col·laboració amb Villarejo, Giménez Raso va participar en diverses operacions controvertides. Per exemple, va ser condemnat per l'Audiència Nacional a tres anys i un dia de presó per un delicte de suborn passiu, juntament amb Villarejo, per haver investigat de manera irregular, a principis de 2014 i per encàrrec de Planeta, a un dels àrbitres del laude entre aquest grup de comunicació i Kiss FM.
A més, Giménez Raso va ser assenyalat com a responsable de distribuir fons reservats entre col·laboradors en el marc de l'anomenada Operació Catalunya, una sèrie d'accions destinades a obtenir informació comprometedora sobre polítics independentistes catalans. Segons testimonis, entre 2012 i 2016, va actuar com a col·laborador del Cos Nacional de Policia a petició de Villarejo, rebent pagaments mensuals amb fons reservats.
Giménez Raso es feia passar per agent de la Unitat de Delinqüència Econòmica i Fiscal (UDEF) per obtenir informació de denunciants, camuflant així la seva veritable identitat i objectius.
La seva trajectòria està marcada per diverses acusacions i condemnes relacionades amb activitats il·legals, destacant la seva estreta relació amb Villarejo en operacions que han estat objecte d'investigació judicial i mediàtica.